# Klooga
Klooga – miejscowość w zachodniej Estonii, nad Zatoką Fińską Morza Bałtyckiego, na zachód od Tallinna, w gminie Keila, w prowincji Harjumaa. W czasie II wojny światowej Niemcy założyli w niej obóz koncentracyjny.